# Hilbert van der Duim
Hilbert van der Duim (Beetsterzwaag, 4 de agosto de 1957) es un deportista neerlandés que compitió en patinaje de velocidad sobre hielo.
Ganó cuatro medallas en el Campeonato Mundial de Patinaje de Velocidad sobre Hielo entre los años 1980 y 1985, una medalla de bronce en el Campeonato Mundial de Patinaje de Velocidad sobre Hielo en Distancia Corta de 1983 y cuatro medallas en el Campeonato Europeo de Patinaje de Velocidad sobre Hielo entre los años 1981 y 1984.
Participó en dos Juegos Olímpicos de Invierno, ocupando el cuarto lugar en Lake Placid 1980 (5000 m) y el séptimo en Sarajevo 1984 (1500 m).

## Palmarés internacional
| Campeonato Mundial                    | Campeonato Mundial        | Campeonato Mundial | Campeonato Mundial    |
| Año                                   | Lugar                     | Medalla            | Prueba                |
| ------------------------------------- | ------------------------- | ------------------ | --------------------- |
| 1980                                  | Heerenveen (Países Bajos) | Medalla de oro     | Clasificación general |
| 1982                                  | Assen (Países Bajos)      | Medalla de oro     | Clasificación general |
| 1984                                  | Gotemburgo (Suecia)       | Medalla de bronce  | Clasificación general |
| 1985                                  | Hamar (Noruega)           | Medalla de bronce  | Clasificación general |
| Campeonato Mundial en Distancia Corta |                           |                    |                       |
| Año                                   | Lugar                     | Medalla            | Prueba                |
| 1983                                  | Helsinki (Finlandia)      | Medalla de bronce  | Clasificación general |
| Campeonato Europeo                    |                           |                    |                       |
| Año                                   | Lugar                     | Medalla            | Prueba                |
| 1981                                  | Deventer (Países Bajos)   | Medalla de plata   | Clasificación general |
| 1982                                  | Oslo (Noruega)            | Medalla de bronce  | Clasificación general |
| 1983                                  | La Haya (Países Bajos)    | Medalla de oro     | Clasificación general |
| 1984                                  | Larvik (Noruega)          | Medalla de oro     | Clasificación general |